# Grotte des Combarelles
La grotte des Combarelles est une grotte ornée située dans la commune des Eyzies, en Dordogne, en France. Avec plus de 600 gravures, cette grotte est considérée comme un site majeur de l'art pariétal du Magdalénien. Elle est l'un des quinze « sites préhistoriques et grottes ornées de la vallée de la Vézère » inscrits au Patrimoine mondial de l'Unesco depuis 1979.

## Situation
La grotte des Combarelles est située dans le quart sud-est du département de la Dordogne, dans la commune des Eyzies, près de la route D47, sur la rive gauche (côté sud) de la Beune, à environ 2,5 km en amont de la confluence avec la Vézère à l'ouest, où se trouve aussi le bourg des Eyzies. La grotte de Font-de-Gaume se trouve à 1,3 km (à vol d'oiseau) au sud-ouest.

La vallée des Combarelles. L'entrée de la grotte se trouve au fond à droite.

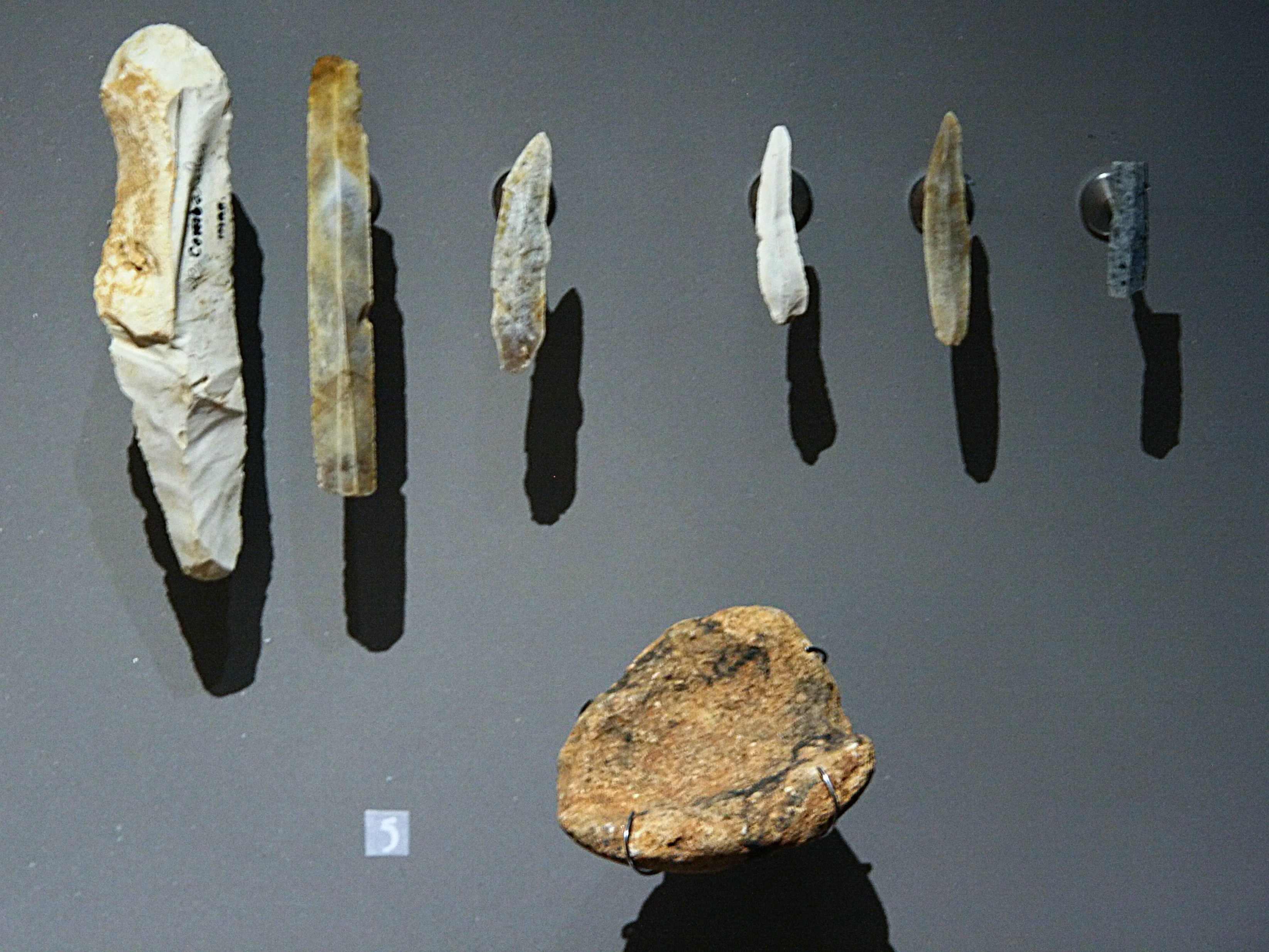
Artéfacts trouvés à l'entrée de la grotte. Période magdalénienne.

## Historique
Le porche d'entrée et la galerie mineure Combarelles II ont été fouillés par Émile Rivière entre 1891 et 1894. La galerie majeure Combarelles I a été découverte le 8 septembre 1901 par Denis Peyrony, Louis Capitan et Henri Breuil,, quatre jours avant la grotte de Font-de-Gaume.

## Description
Le grand porche s'ouvre sur deux galeries divergentes : Combarelles I et Combarelles II. Combarelles I, la plus importante, est un couloir étroit de 249 m de long sur une largeur d’un mètre en moyenne. Combarelles III est une troisième zone décorée, découverte en 2005 par Marc Delluc à l'extrémité de Combarelles I, ce qui a porté la longueur totale de la galerie à environ 300 mètres. C’est l’écoulement d’une rivière souterraine dans le calcaire qui a peu à peu formé ces galeries.

## Art pariétal
La grotte contient plus de 600 gravures pariétales. Elles sont datées du Magdalénien, période qui va d'environ 18 000 à 13 000 ans avant le présent (AP). Des traces de couleurs indiquent que les artistes avaient peint les figures gravées. Depuis 15 000 ans, les peintures ont été progressivement lessivées par l'humidité de l'air et par la condensation sur les parois. Seules les gravures sont restées intactes.
Le bestiaire, finement gravé et plus rarement dessiné en noir, évoque une faune diversifiée incluant chevaux, rennes, bouquetins, mammouths, rhinocéros laineux, ours, félins et quelques bovidés. La lecture de ces gravures animalières, largement enchevêtrées, est facilitée par un traitement souvent réaliste qui les distingue nettement d'un ensemble exceptionnel d'une cinquantaine de figures anthropomorphes, beaucoup plus schématiques, et de quelques signes, notamment des tectiformes.

## Protection
Depuis 1979, le site est inscrit au Patrimoine mondial de l'Unesco, parmi les quinze sites et grottes ornées de la région listés sous le nom de « Sites préhistoriques et grottes ornées de la vallée de la Vézère ».
Combarelles I a été classée au titre des monuments historiques peu après sa découverte, par arrêté du 12 décembre 1902. Combarelles II a été inscrite par arrêté du 24 septembre 1943.

## Visites
La grotte des Combarelles est ouverte à la visite. Pour des raisons de conservation, le nombre de visiteurs est limité à 78 par jour, par groupes de 12 personnes au maximum.

## Galerie

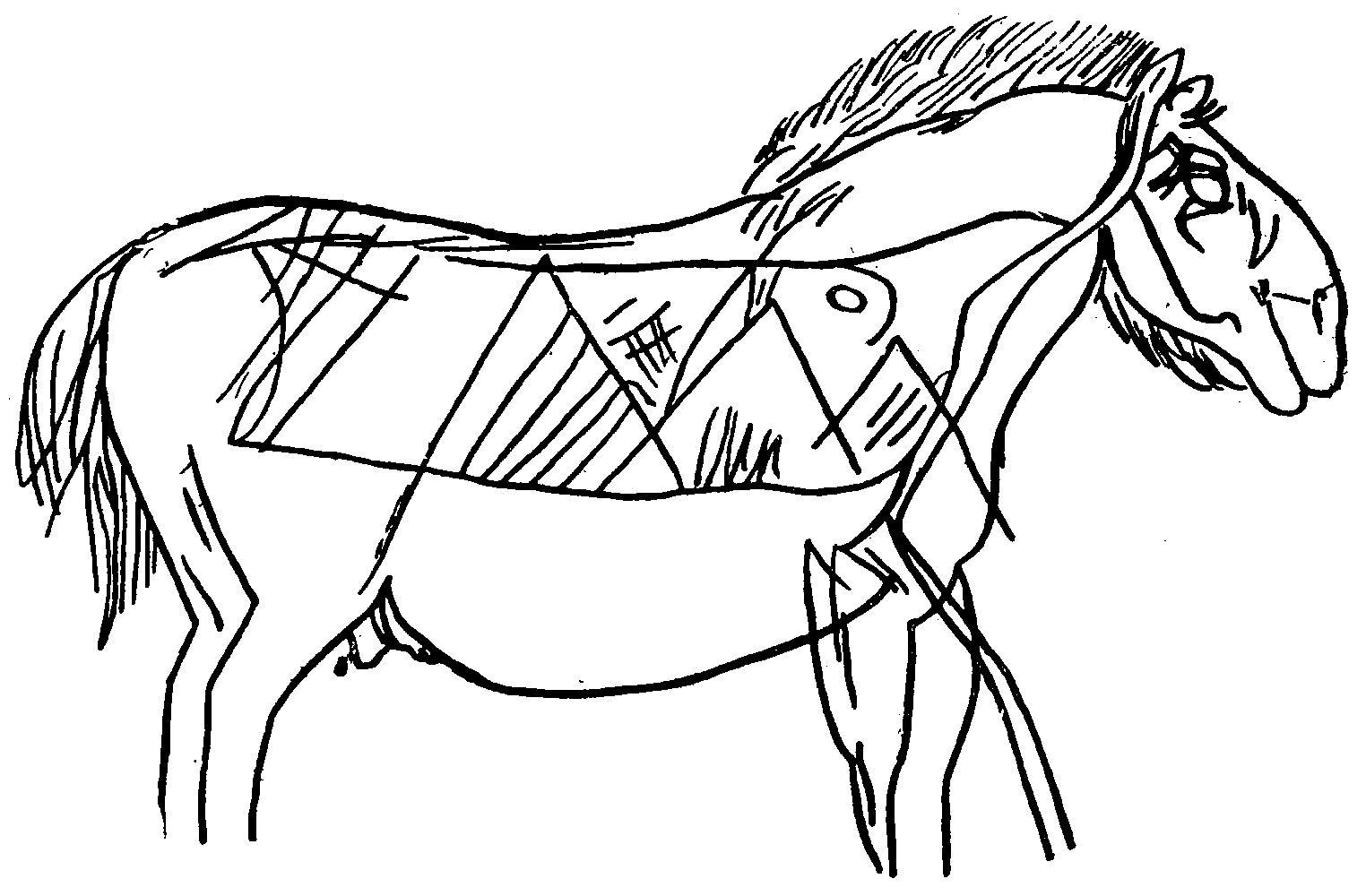
Gravure de cheval
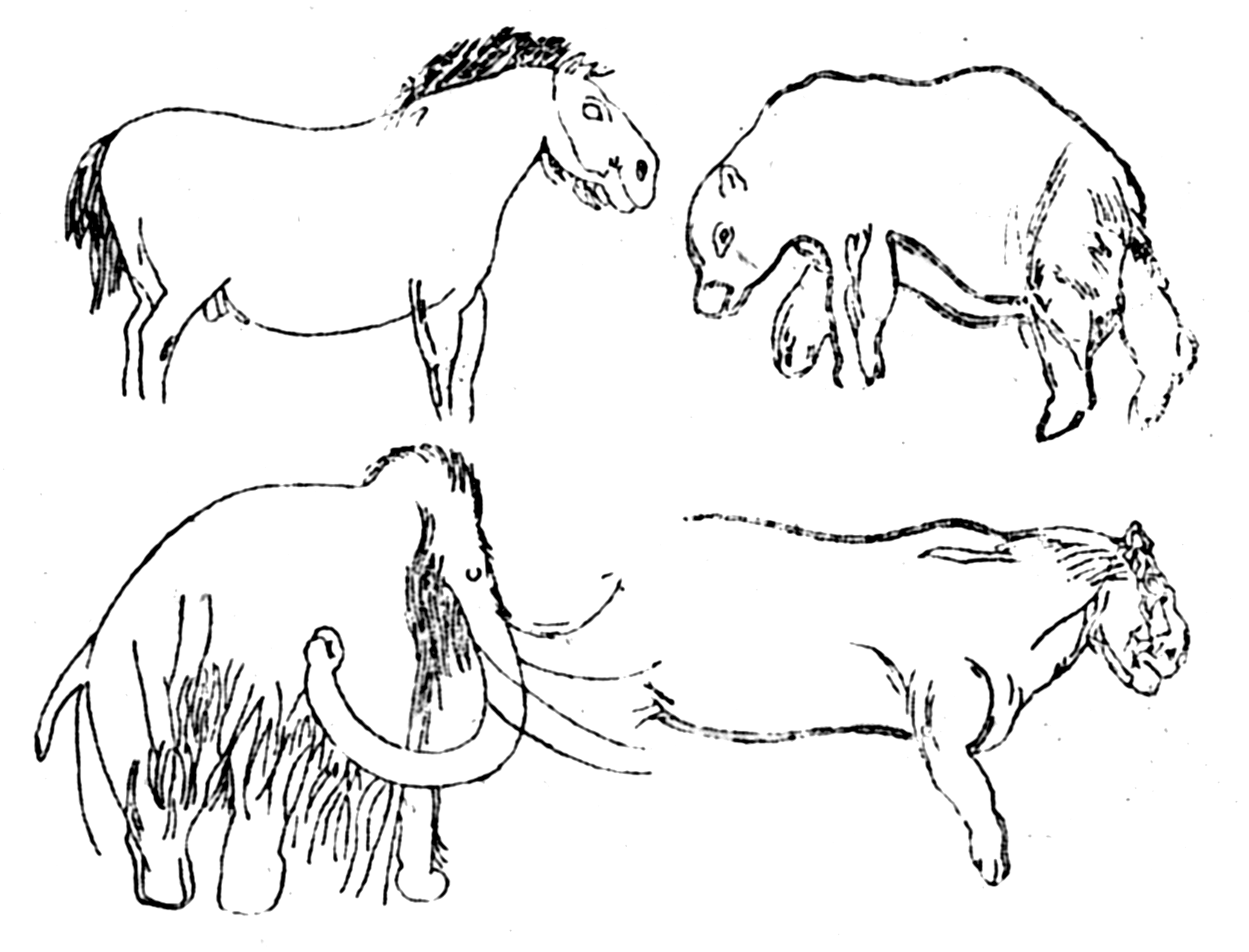
Cheval, ours des cavernes, mammouth, lion des cavernes
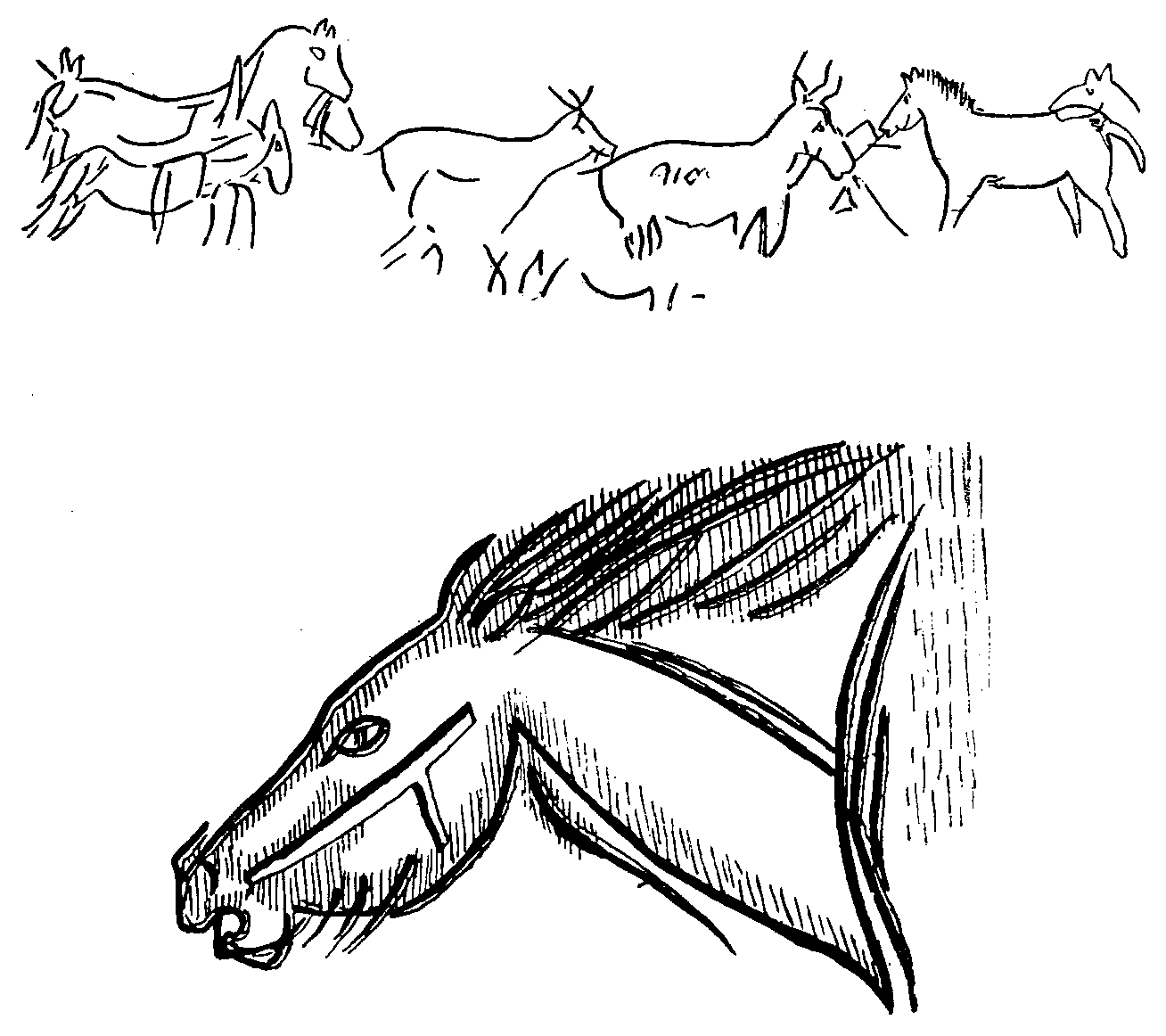
Gravures d'animaux

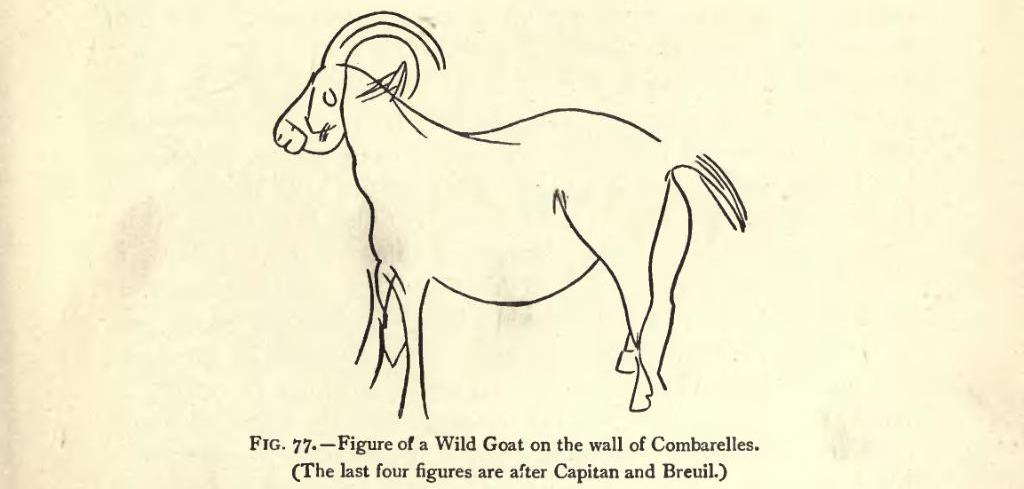
Chèvre sauvage
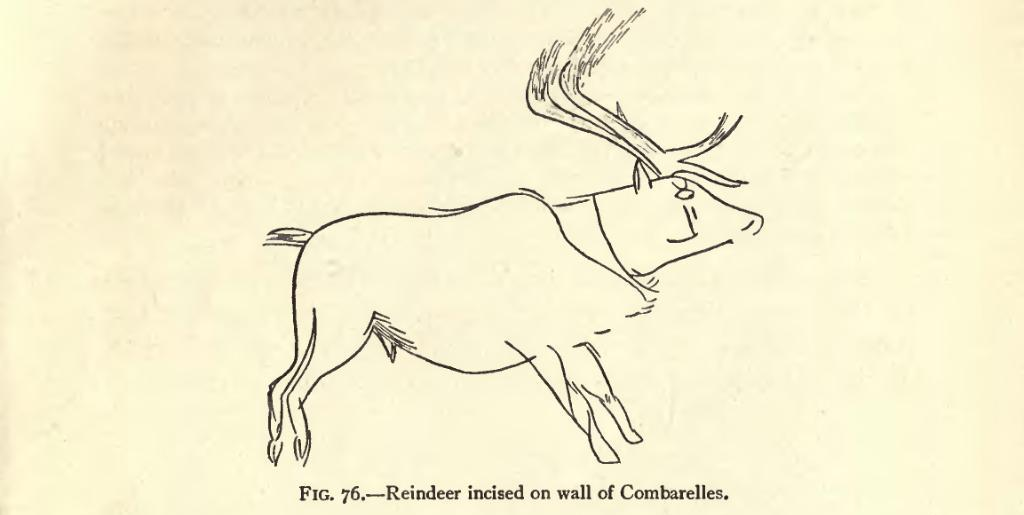
Renne

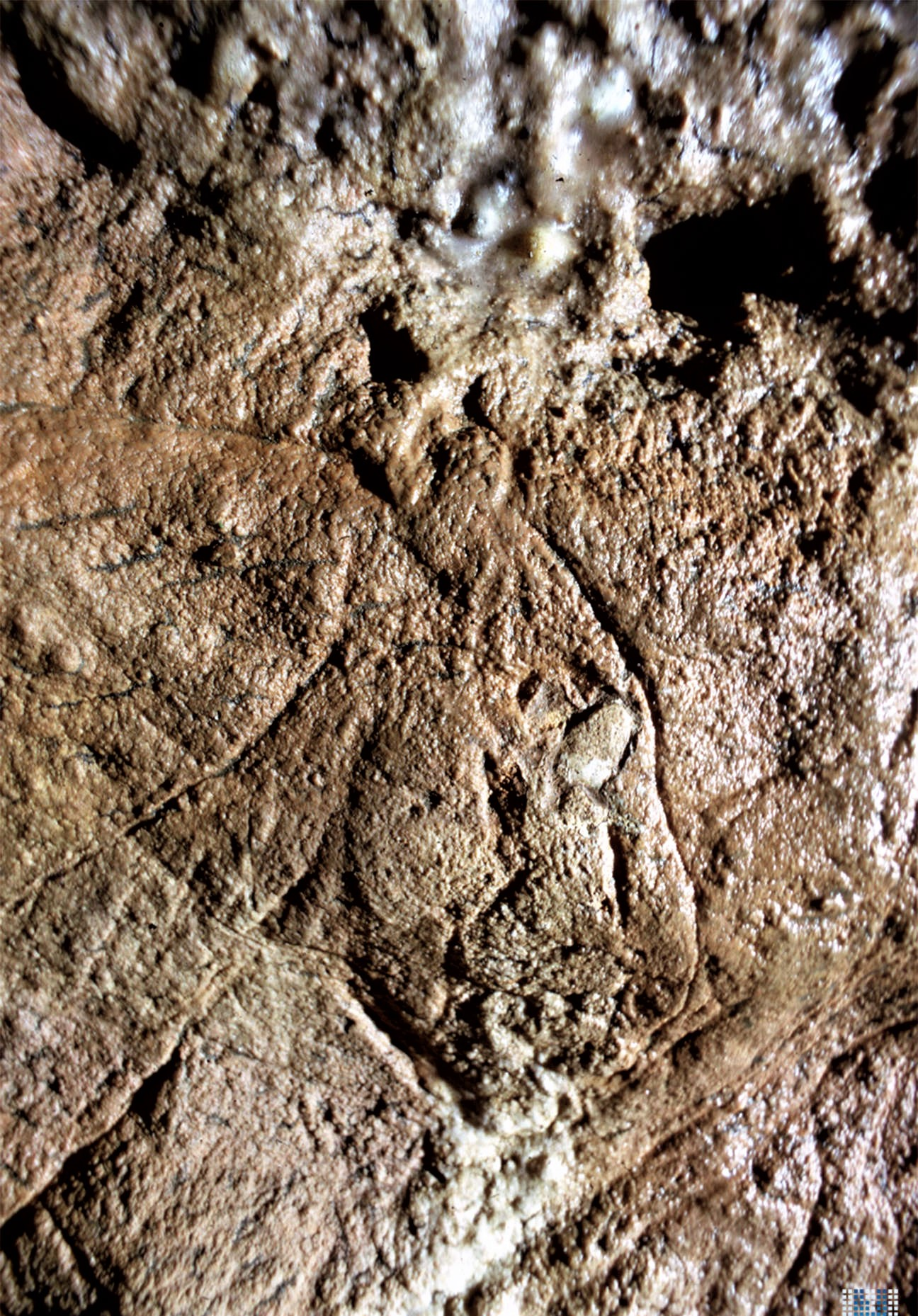
Tête de félin
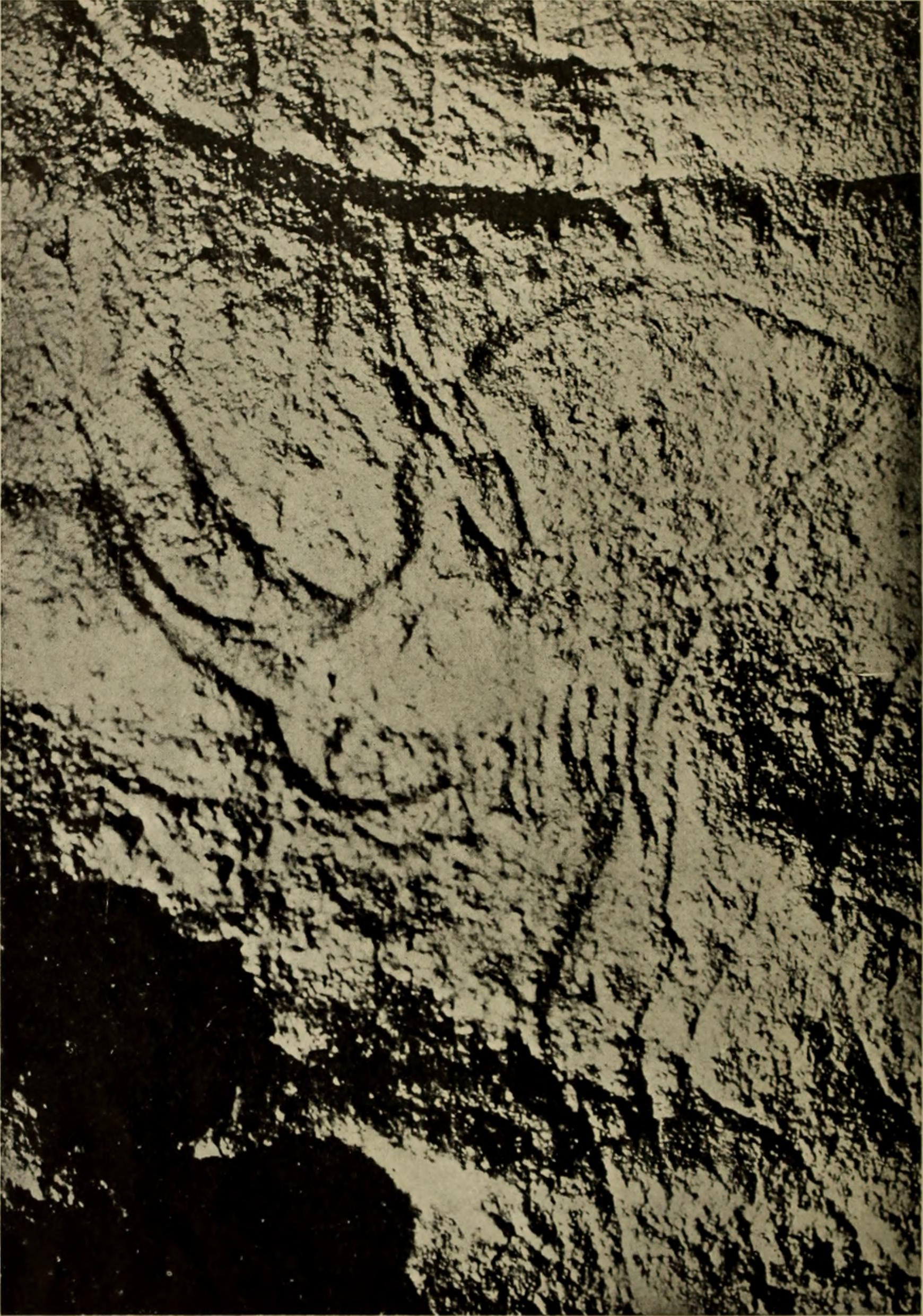
Rhinocéros laineux
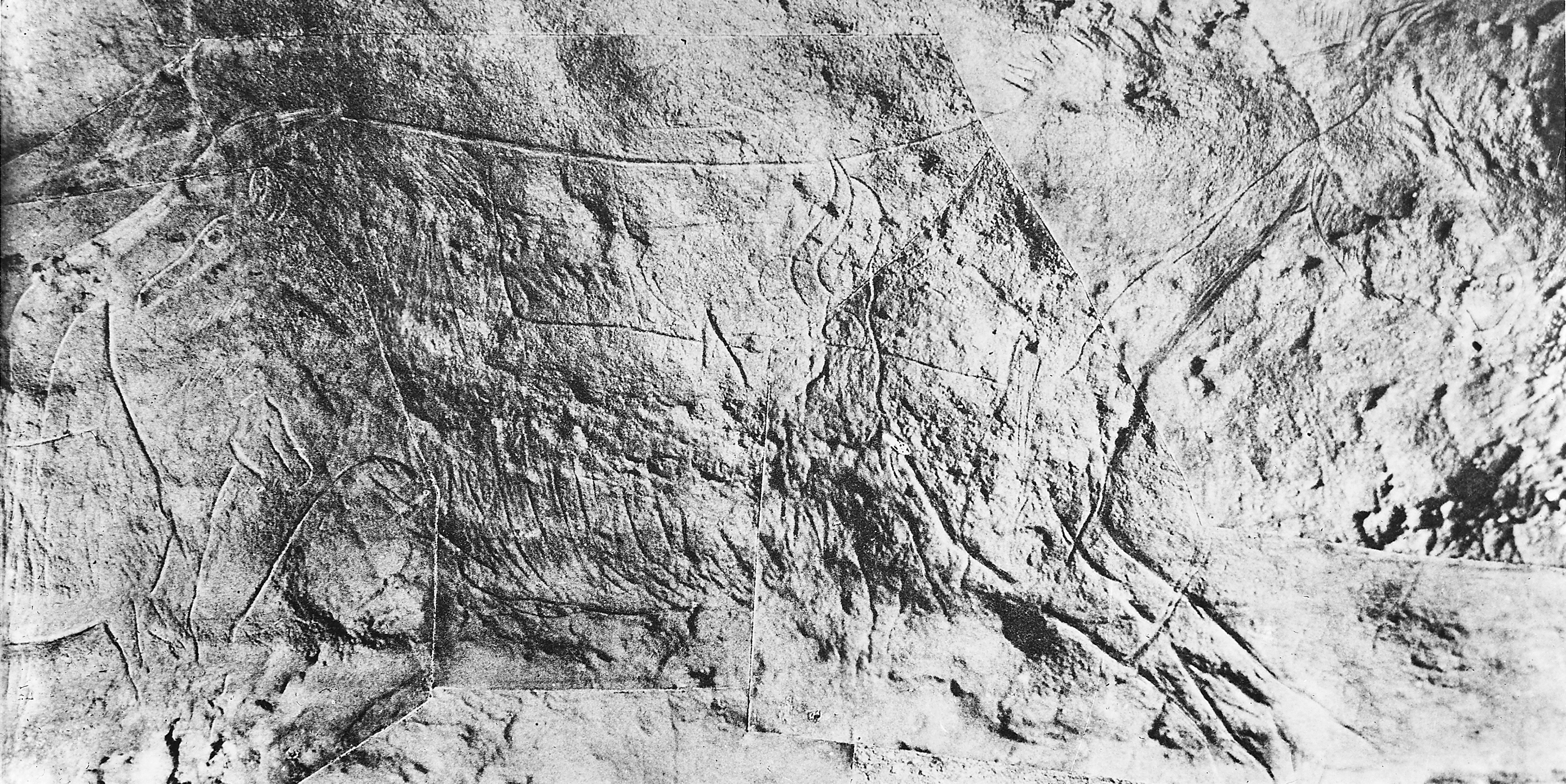
Chevaux et bison